# The Last of the Independents
«The Last of the Independents» —en español: El último de los independientes— es una canción del músico irlandés Rory Gallagher, para su séptimo álbum de estudio Photo-Finish, el tema fue interpretado en vivo durante los finales de los '70s y principios de los '80s.
La letra hace referencia a un hombre que escondió un dinero en un año no mencionado, y que acaba de escapar de la cárcel y todos están tratando de encontrarlo y solo cuentan con una difusa fotografía. La canción habla sobre lo que hace el hombre mientras le buscan.
Afirma que es una canción de cómic de mafia y de sonido Bo Diddley.
También aseguró que está basado en las películas de gánsteres "Charley Varrick" (1973) y "The Criminal" (1960).
Igualmente se le preguntó si era una historia autobiográfica a lo que respondió:

"No, pero algunas personas me han dicho que pensaron que yo era el último de un grupo particular de personas, o yo era independiente, o algo así. Tal vez soy un poco, pero lo dudo."
Rory Gallagher.1 de diciembre 1979

## Músicos
- Rory Gallagher: voz
- Gerry McAvoy: bajo
- Ted McKenna: batería